# Муратово (Владимирская область)
Муратово — деревня в Меленковском районе Владимирской области России, входит в состав Дмитриевогорского сельского поселения.

## География
Деревня расположена близ берега реки Оки в 9 км на юго-запад от центра поселения села Дмитриевы Горы и в 27 км на юго-восток от райцентра города Меленки.

## История
В конце XIX — начале XX века деревня входила в состав Дмитровско-Горской волости Меленковского уезда, с 1926 года — в составе Муромского уезда. В 1859 году в деревне числилось 25 дворов, в 1905 году — 58 дворов, в 1926 году — 113 дворов.
С 1929 года деревня являлась центром Муратовского сельсовета Ляховского района, с 1940 года — в составе Больше-Санчурского сельсовета, с 1954 года — в составе Дмитриево-Горского сельсовета, с 1963 года — в составе Меленковского района Владимирской области.

## Население
| 1859 | 1905 | 1926 | 2002 | 2010 | 2021 |
| ---- | ---- | ---- | ---- | ---- | ---- |
| 275  | ↗411 | ↗551 | ↘27  | ↘14  | ↘13  |